# Église Saint-Pierre-ès-Liens de Martaillac
L'église Saint-Pierre-ès-Liens de Martaillac est une église située en France sur la commune de Sainte-Gemme-Martaillac dans le département de Lot-et-Garonne en région Nouvelle-Aquitaine.
Ancienne église en ruine, à côté d’un ancien camp gallo-romain, elle est en cours de restauration.

## Situation
L'église Saint-Pierre-ès-Liens est située sur une ancienne implantation gallo-romaine à l'origine du hameau de Martaillac.

## Histoire
L'église de Martaillac est mentionnée dans une bulle du pape Clément V au début du XIVe siècle.
Dans les années 1970, la charpente s'effondre entraînant la disparition de la toiture de l'église. Le bâtiment est alors progressivement envahi par la végétation et, en 1980, les habitants du village se mobilisent pour sa sauvegarde. Malgré les mesures prises par la commune en 2000, l'édifice continue à se dégrader.
L’association "Savoirs et patrimoines en Coteaux de Gascogne" met en place, depuis l’été 2014, un chantier annuel destiné à l’entretien et à la rénovation de l’Église romane de Martaillac. Ce chantier se fait sous la forme d’un chantier international de jeunes qui permet de sauvegarder et de former aux techniques de restauration de bâtiments anciens sous la direction d'un maitre de chantier et d'un architecte,. Tous les travaux sont effectués par des bénévoles sous la supervision des services techniques de l’architecture et du patrimoine du département.
En 2022, le clocher est consolidé lors de la neuvième édition du chantier.

## Architecture
Le bâtiment est de style roman.

## Galerie

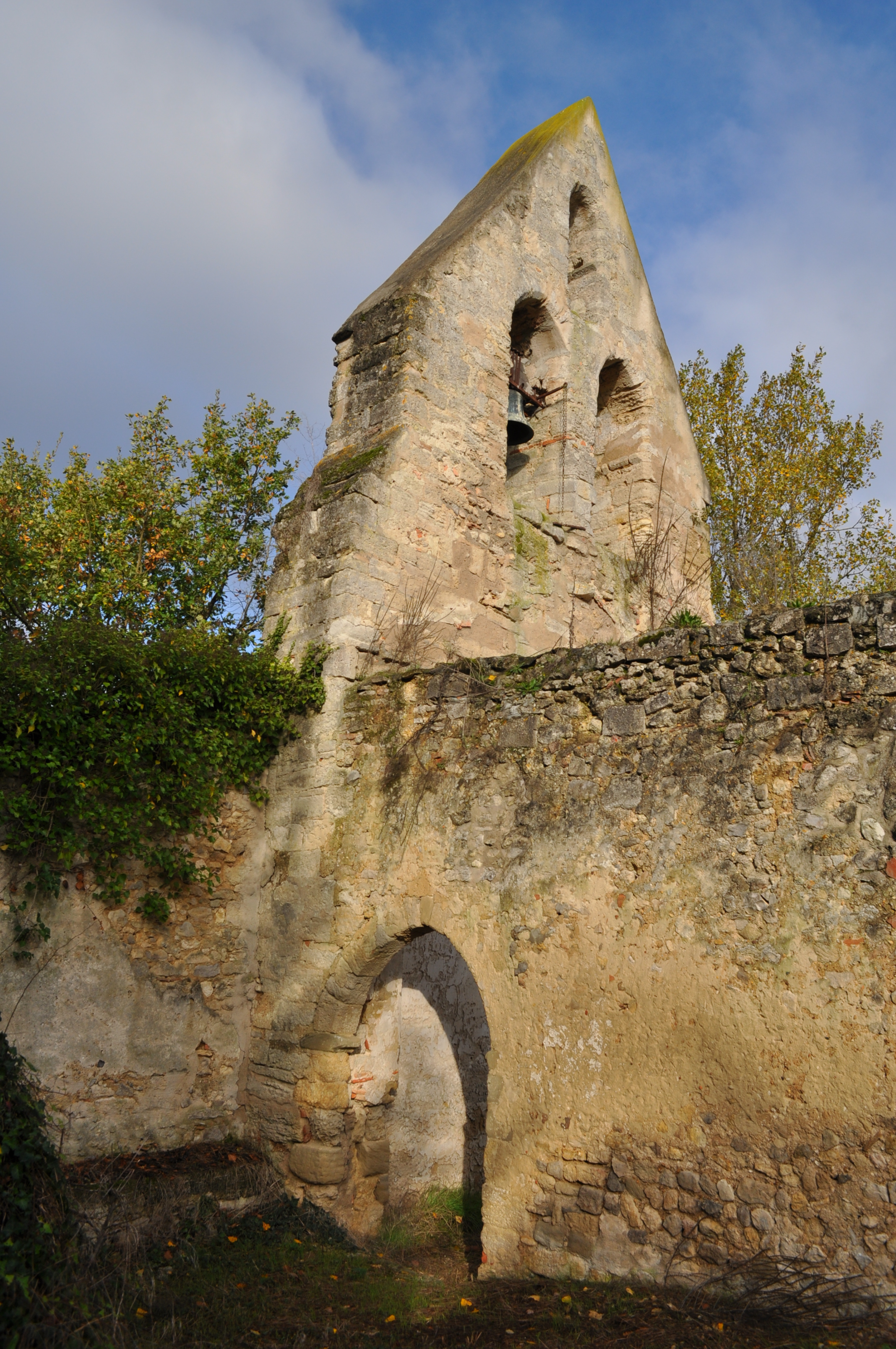
Entrée principale sans le porche.
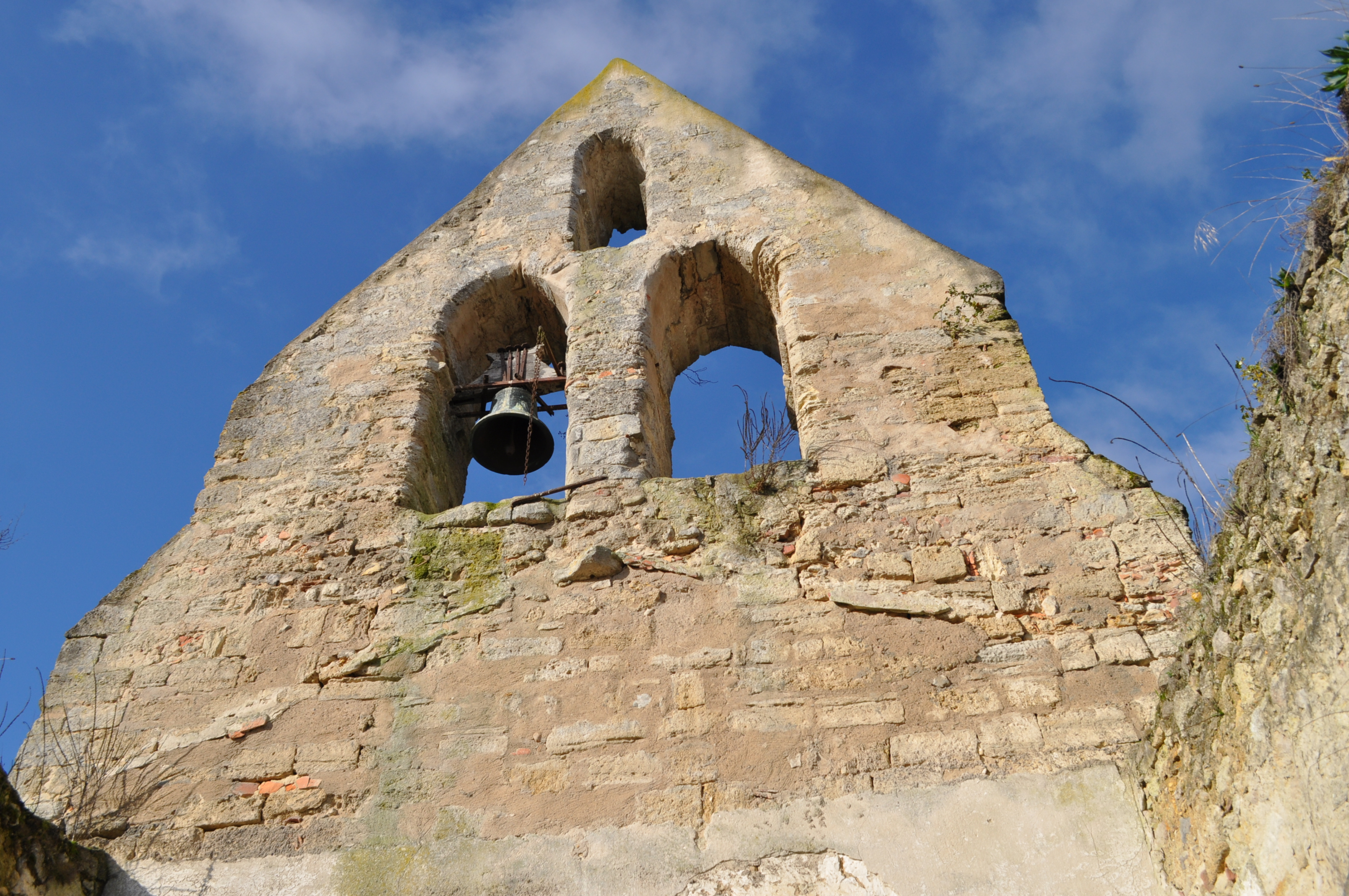
Détail d’où partait la toiture.
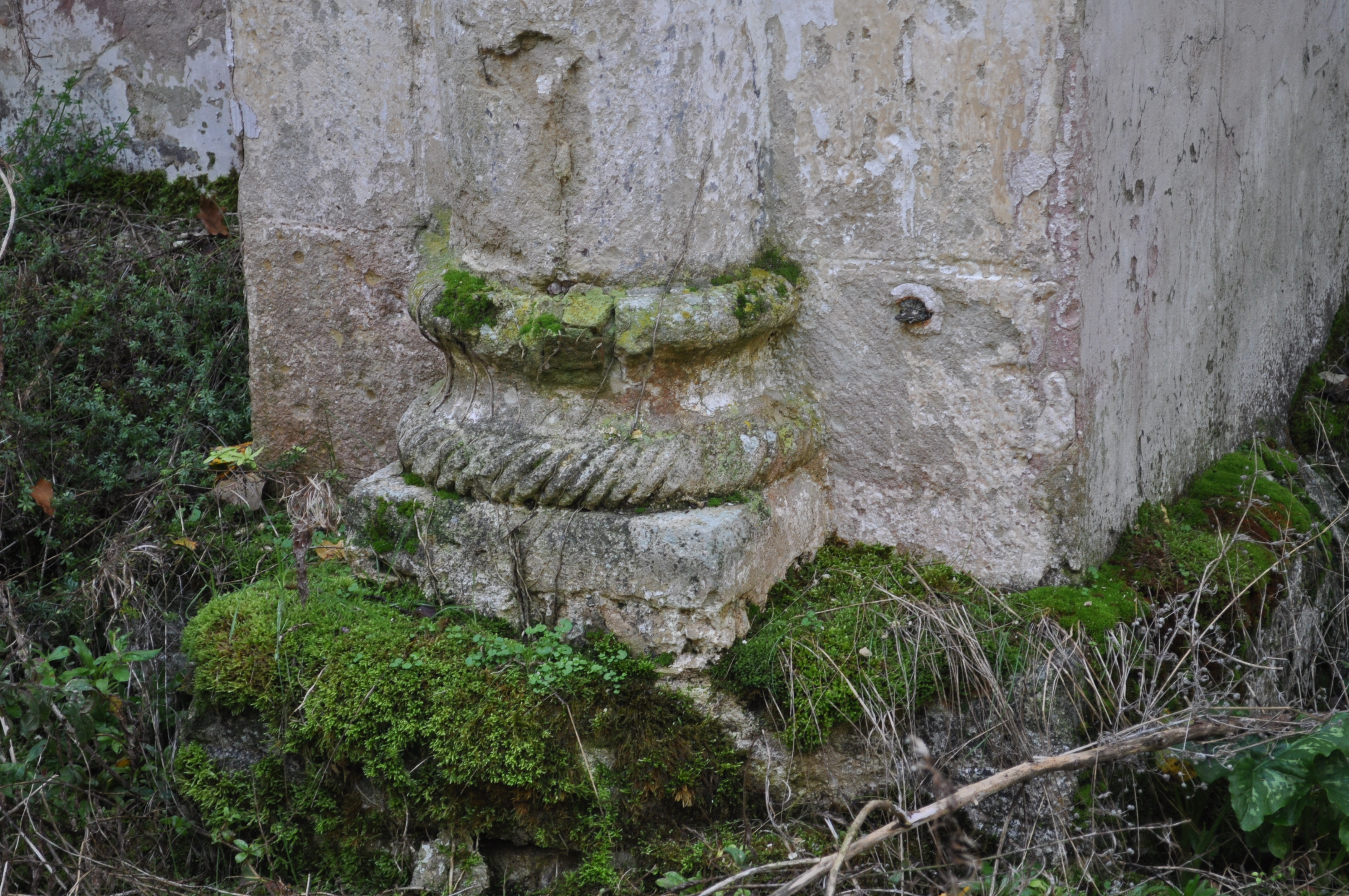
Pie de la colonne droite de l’arc interne.
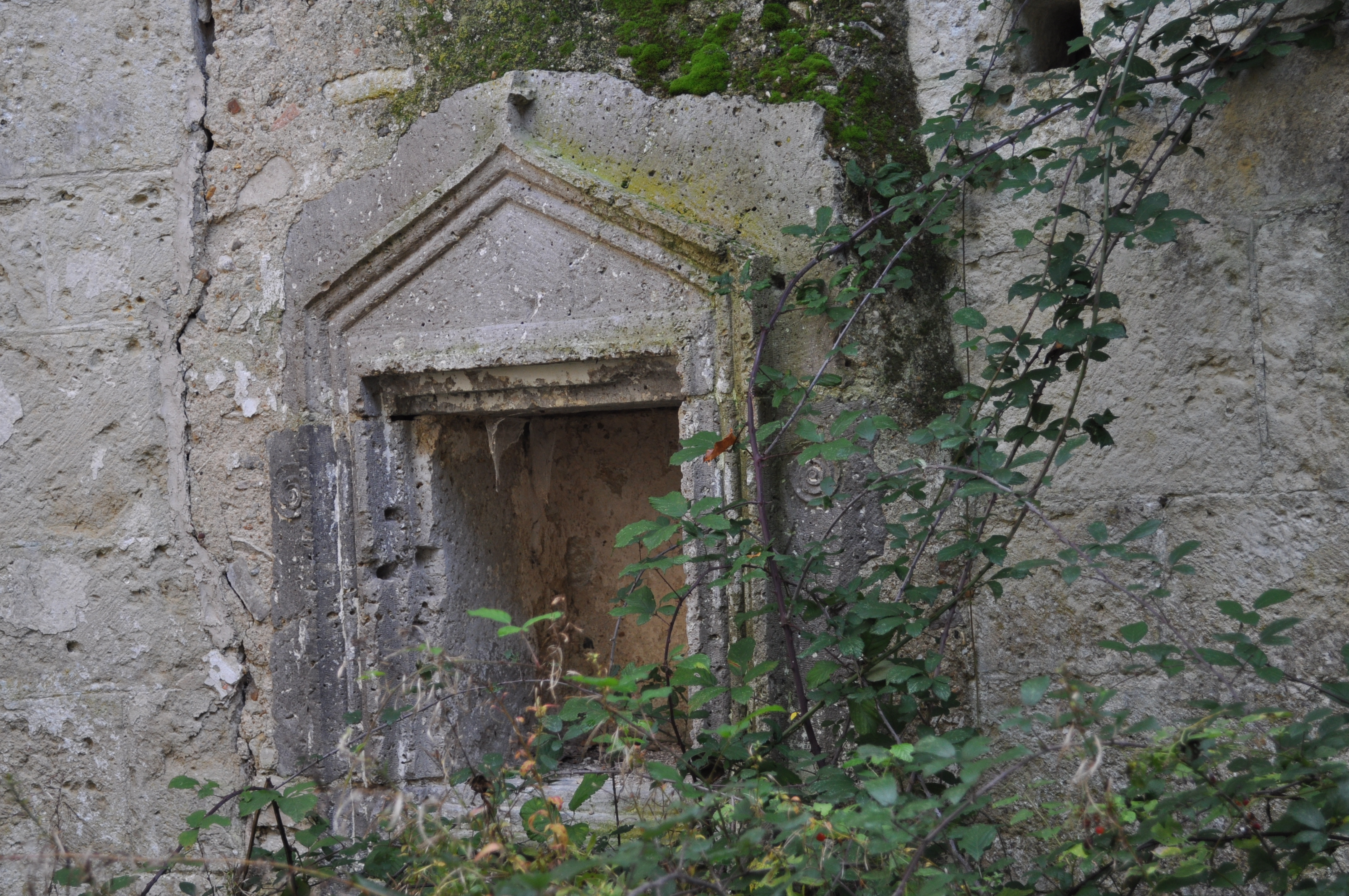
Sanctuaire.